# حمود الحمدان
حمود محمد ناصر أحمد الحمدان من مواليد دولة الكويت في عام 1962 ، شارك في الانتخابات البرلمانية السادسة عشر 2013 في تاريخ الكويت، وأجريت الانتخابات في يوم السبت 27 يوليو 2013 ، وفاز بعضوية مجلس الامة الكويتي، عن الدائرة الخامسة، وحصل علي المركز الثامن ب (1716) صوت وفاز بالانتخابات، حاصل على الماجستير في الشريعة، وعمل مديرا في إحدى المدارس الثانوية بوزارة التربية، ورئيس الهيئة الإدارية بجمعية المعلمين الكويتية من 1990 إلى 1993 ، ورئيس لجنة العلاقات العامة والإعلام بجمعية المعلمين الكويتية فرع الأحمدي من 1995 حتى 1997 ، ورئيس جمعية الفنطاس التعاونية منذ عام 1991 إلى 1994.

## بعض مواقفه في مجلس الأمة
| الكتل                                | السلف     |
| اللجان                               | إسلامي    |
| منع المسيئين (2016)                  | موافق     |
| قانون البصمة الوراثية (2015)         | موافق     |
| تعديل قانون المحكمة الدستورية (2014) | موافق     |
| شطب استجواب جابر المبارك (2014)      | غير موافق |
| طرح الثقة بمحمد العبدالله (2013)     | غير موافق |

## مواضيع متعلقة
- الدوائر الانتخابية في الكويت.
- مجلس الأمة الكويتي 2013.